# Estcoy-8
Estcoy-8 - естонська піхотна рота, яка брала участь у військовій операції НАТО в Афганістані з травня по листопад 2009 року .  Командиром частини був майор Тарво Луга . 
Estcoy-8 замінила Estcoy-7, якою командував майор Райго Пеймла. З листопаду 2008 року рота проходила службу в Новзаді, місті в провінції Гільменд на півдні Афганістану. 
За подіями які відбувалися там з Estcoy-8, Ерік Тікан зняв повнометражний документальний фільм «Estcoy-8», прем’єра якого відбулася 9 січня 2022 року. Телевізійна прем'єра відбулася на ETV 10 січня 2022 року 

## Втрати
15 червня 2009 року під час бойової операції загинув рядовий Ален Тікко . 23 серпня 2009 року під час виконання бойових завдань у провінції Гільменд загинули двоє саперів Estcoy-8, рядовий Ерік Салмус і сержант Райвіс Канг .

## Зовнішні посилання
- Фотографії Генерального штабу Міноборони: запуск Estcoy-8 в Талліннському аеропорту 3 травня 2009 р.
- В Афганістані загинули двоє військовослужбовців - Postimees, 23 серпня 2009 р
- В Афганістані загинули двоє військовослужбовців - Uus Eesti, 23.08.2009
- Laaneots: Солдати Estcoy-8 холоднокровно та вміло діють у бойовій обстановці - Postimees, 4 жовтня 2009 р.